# Edith Blin
Edith Blin (Pontorson, 22 de julho de 1891 — Rio de Janeiro, 29 de julho de 1983), foi uma pintora francesa. 
A partir de 1935, Edith se radicou no Brasil, fugindo do nazismo e do prenúncio do que viria a ser a Segunda Guerra Mundial. Autodidata, começou a pintar em 1942, com o tema da Resistência Francesa, retratando todo o trauma vivido pela França durante o conflito mundial.
Para Walmir Ayala: "Sua pintura figurativa serve-se do instrumental expressionista para exprimir um estado de espírito permanentemente contestador da injustiça e do desamor."

## Biografia

### Os primeiros 50 anos
Pontorson, a cidade natal de Edith Blin, pertence à região da Normandia, na França, e fica em frente ao Monte Saint-Michel. Os pais de Edith se chamavam Marie Pivert e Edouard Blin. O casal teve três filhos, sendo Edith a primogênita.
Quando tinha 17 anos, o pai morreu. Casou-se com um farmacêutico da família Châtel e teve seu primeiro filho aos 18 anos, Bob. Roberto de Arruda Nóbrega Beltrão foi o segundo marido de Edith. Era diplomata, adido do consulado brasileiro a serviço na Europa, filho de Heitor da Nóbrega Beltrão, um dos presidentes do Tijuca Tênis Clube. Roberto pertencia a uma família tradicional, estabelecida no Rio de Janeiro, mas de origem pernambucana. Em 1918, ao final da Primeira Guerra Mundial, nasceu Jorge, o segundo filho e, em 1923, nasceu Ivan, o terceiro e último filho de Edith.

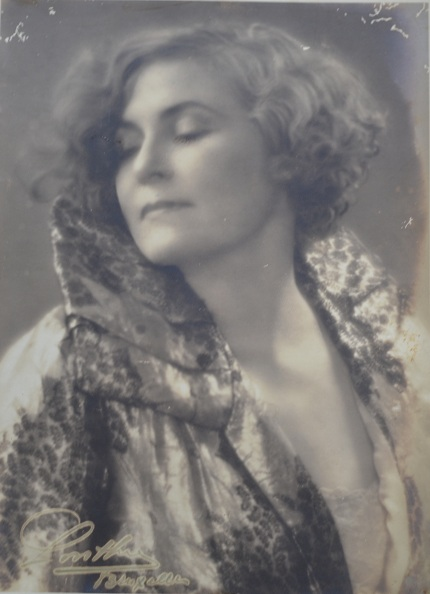
Edith Blin como atriz, em foto dos anos 1920.

Na década de 1920, Edith trabalhou como atriz na Companhia de Teatro Molière, em Bruxelas. Usava o nome Edith Dereine. Em 1926, conheceu Georges Wambach (1902-1965), aquarelista nascido em Anvers/Bélgica. Foi em companhia de Wambach, de seu marido Roberto e dos dois filhos mais novos que Edith aportou pela primeira vez no Brasil, em 25 de julho de 1935, a bordo do navio Bagé, fugindo do avanço do fascismo e do nazismo, que paralisavam a vida artística europeia.

### A carreira como pintora
No início dos anos 40, no Brasil, quando a Segunda Guerra Mundial estava no seu auge na Europa, Edith perguntou a Wambach como ele podia continuar a pintar paisagens, enquanto os seus patrícios sofriam e caíam mortos pelos campos da Europa devastada. Wambach respondeu: "Quer pintar a guerra? Então pinte você!" 
Esse episódio se deu em 1942. Um ano depois, ela fez sua primeira exposição. Em 1945 e em 1946, mais duas exposições. Os temas apresentados nessas três primeiras exposições foram a Resistência Francesa, nus e retratos. E Edith colecionava as matérias que saíam nos jornais e revistas da época.

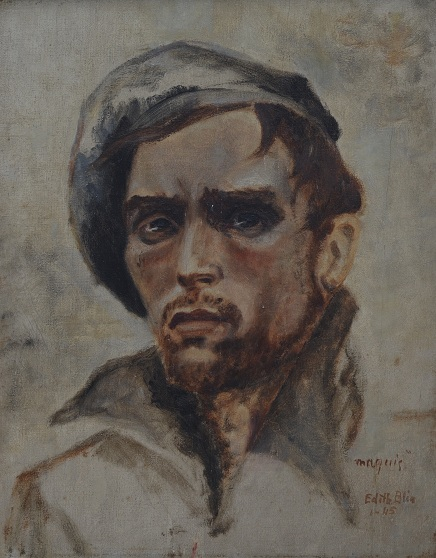
"Maquis", 1945. Óleo sobre madeira, 41x33cm

Em 1947, em companhia de sua mãe doente, Edith voltou para a França, fazendo mais duas exposições, uma em Paris e outra em Caen. Ela doou a obra "Pietá“ para ser leiloada em prol do Monumento Comunal do Cemitério Militar de Tourville-sur-Odon. A doação da obra deu origem a um manuscrito relatando a batalha de Tourville-sur-Odon, de agradecimento da cidade para Edith. Após a morte de sua mãe, em 1948 nasceu Catherine, neta de Edith, filha do seu filho Ivan. Devido a problemas de saúde de sua nora, Edith assumiu a criação de Catherine, o que iria transformar a trajetória de sua vida. 
Em 1949, Edith voltou ao Brasil. Habitou no Rio de Janeiro. Foram três décadas de trabalho constante, dedicadas à Arte, pintando e fazendo restaurações. A década de 50 foi dedicada a pintar paisagens e flores. Ainda na década de 50, Edith também iniciou seus trabalhos em pastel sobre cartolina preta. Realizou a série “As Bailarinas"; trabalhando o pastel com a ponta dos dedos, o que lhe destruiu, com o passar do tempo, as impressões digitais.
Em 1964, Edith foi morar em São Paulo. Foi um ano de grande produção para Edith. Ela passou a utilizar, definitivamente, a cartolina preta como principal suporte para seus trabalhos, inclusive os realizados a óleo. Dizia que era mais fácil rasgar o papel do que a tela, caso não gostasse do resultado produzido. A feitura ficou cada vez mais agressiva, com a utilização da espátula, ao invés do pincel.
Em 1965, Edith volta para o Rio de Janeiro. Em 1969, faz uma exposição na Galeria Montmartre Jorge, explorando principalmente os temas religioso, hippie e os pierrôs. Na década de 70, já octogenária, Edith realizou a maioria  de suas obras de tema religioso, naturezas-mortas e a série “Uvas e trigo”. É também desta época grande parte de seus pierrôs, tema de uma exposição em 1979, na Biblioteca Regional da Lagoa.
Em 1980, Edith sofreu o primeiro dos seus vários acidentes vasculares cerebrais. Até 1983, ano de sua morte, ela alternou épocas de relativa lucidez com outras de quase total paralisia física e psíquica. Em 1982, foi realizada a última exposição em vida de pinturas de Edith. Morreu em 29 de julho de 1983, sendo sepultada no Cemitério São João Batista, em Botafogo. Três anos depois, seu corpo foi exumado e seus restos mortais levados para o jazigo da família, no Cemitério Parque Jardim da Saudade, em Jacarepaguá.

## Principais Obras
- Maquis, 1945
- Pietá, 1947
- Paris!, 1944
- Junho 1940, 1943
- Nu radioso, 1945
- Violeta de Parma, 1944
- Sereia, 1945
- Convento em Ouro Preto, 1944
- Ipanema com o Morro Dois Irmãos, 1949
- Braçada de Flores, déc. 50
- Flores em ascensão, 1955
- Julieta (Bailarina vestida de azul), 1957
- A bailarina com tutu amarelo, 1957
- Einstein e Rabindranath Tagore, déc. 60
- Paixão, 1964
- Boina vermelha, 1970
- Retrato de Vera segurando o cabelo, 1972
- Retrato de Catherine marquesa, déc. 70
- Renascer é preciso, 1979
- Desafio, 1979

## Exposições individuais
- 1943 – Palace Hotel – Rio de Janeiro[5]
- 1945 – Galeria Montparnasse – Rio de Janeiro[6]
- 1946 – Palace Hotel – Rio de Janeiro[7]
- 1947 – Galerie Séverin-Mars – Paris
- 1947 – École des Beaux-Arts – Caen
- 1969 – Galeria Montmartre-Jorge – Rio de Janeiro[10]
- 1979 – Galeria da Biblioteca Regional da Lagoa – Rio de Janeiro[11]
- 1982 – Galeria Espaço – Planetário – Rio de Janeiro[12]

## Homenagens

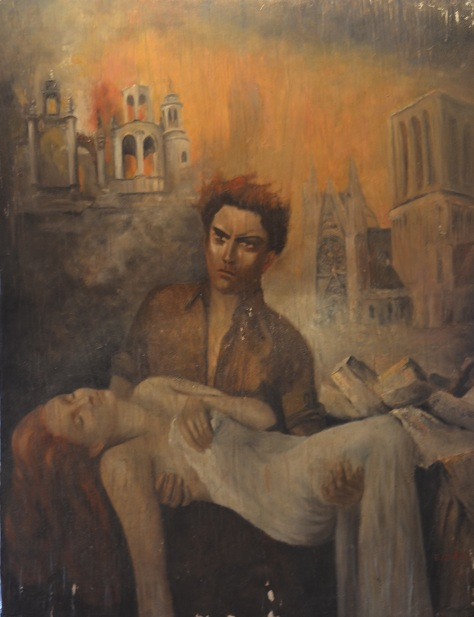
"Piétà", 1947. Óleo sobre madeira, 102x78,5cm

Em 1947, Edith Blin recebeu um manuscrito relatando a batalha de Tourville-sur-Odon, com o agradecimento da cidade, por ter doado a obra "Piétà" para ser leiloada em prol do Monumento Comunal do Cemitério Militar de Tourville-sur-Odon.
Além do Diploma de Gente em Destaque em Pintura, concedido em 1980 pelo Jornal "O Globo", da Moção de Louvor, recebida em 1981 e conferida pela Câmara Municipal do Rio de Janeiro  e do Diploma-Homenagem Dia do Artista Plástico, concedido em 1983 pelas Tintas Águia, a Prefeitura de São Paulo concedeu a Edith Blin a atribuição de seu nome a uma rua do bairro Engenheiro Marsilac, com o CEP 04891-255.

## Ações póstumas
Exposições:
- 1986 – Sala de Exposições do Hotel San Marco – Brasília [17]
- 1986 – CIAC – Centre International d’Art Contenporain - Paris [4]
- 1991 - Exposição do Centenário - Galeria PresenteArte – Rio de Janeiro [18]

Participação em Leilões:
- Galeria Borghese: março/1986
- H. Stern, Rio de Janeiro: abril/1986, julho/1986 e abril/1989
- Bolsa de Arte, Rio de Janeiro: maio/1986
- B75-Concorde, Rio de Janeiro: julho/1987, setembro/1987
- Ernani Leiloeiro, Rio de Janeiro: agosto/1986, julho/1988, julho 2016
- Leone Leilões, Rio de Janeiro: março/1989
- Soraia Cals, Rio de Janeiro: outubro/2004, abril/2005, maio/2007 e setembro/2007[19][20]
- Douro Leilões, São Paulo: junho/2017
- Galeria Alphaville, Rio de Janeiro: outubro/2020[21]
- Barnebys, Estocolmo/Suécia: outubro/2021[22]
- Richard Maison de Ventes, Lyon/França: janeiro/2023, fevereiro/2023, maio/2023 e junho/2023[23]
- Tableau Arte&Leilões, São Paulo: agosto/2023, setembro/2023, outubro/2023 e janeiro/2024[24]
- Centurys Arte e Leilões, Rio de Janeiro: dezembro/2023 e julho/2024.[25]

Capas, citações e ilustrações em livros:

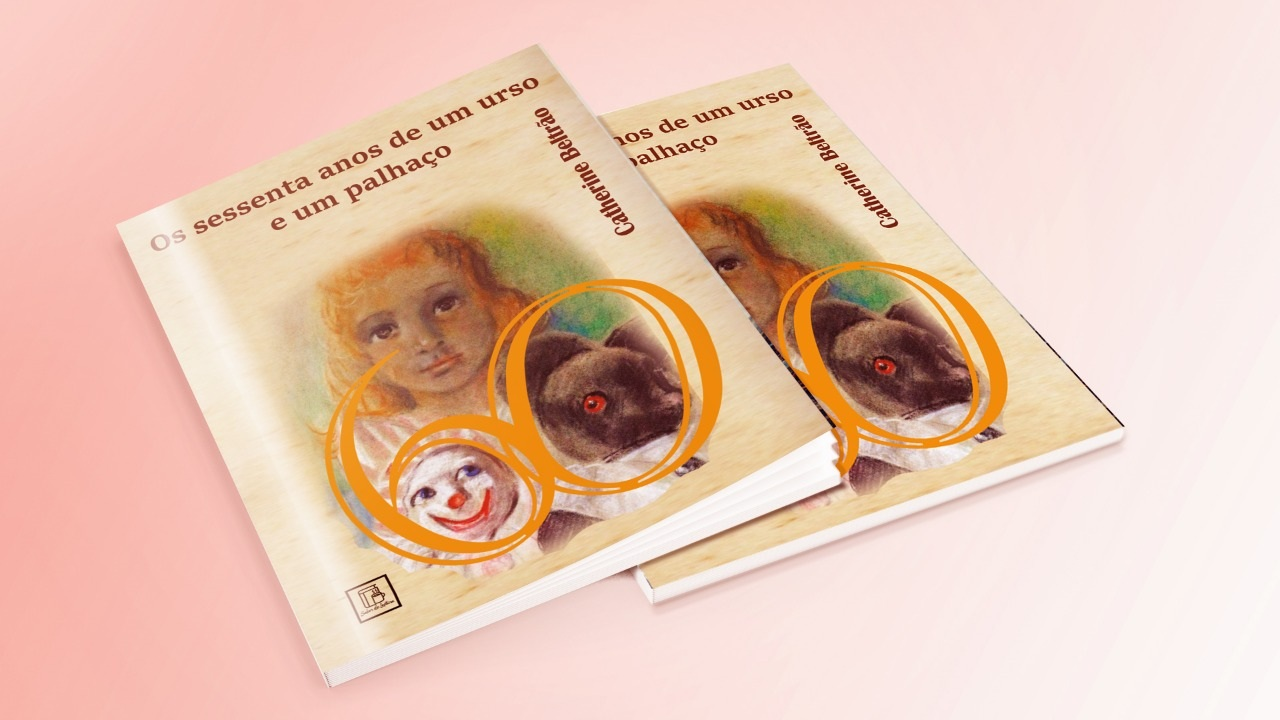
Livro "Os sessenta anos de um urso e de um palhaço"

Imagens de várias obras de Edith Blin podem ser encontradas em livros publicados após a sua morte, entre eles: “Aquarelas de Georges Wambach: Impressões do Brasil”, em 1988; "ArtenaRede, do virtual ao Real: a trajetória de um sonho”, em 2017; “Os sessenta anos de um urso e de um palhaço”, em 2018; “Jardim de fora, jardim de dentro”, em 2019; “Poesias desnudas”, em 2020 e “Contos grisalhos”, em 2021.

## Instituto Edith Blin
Em março de 2021, foi criado o IEB, Instituto Edith Blin, sediado em Nova Friburgo/RJ. O objetivo do IEB, além de resgatar a obra e a trajetória de vida de Edith Blin, também tem por objetivo dar visibilidade a artistas que fazem da Arte sua forma de resistir, como fez Edith.

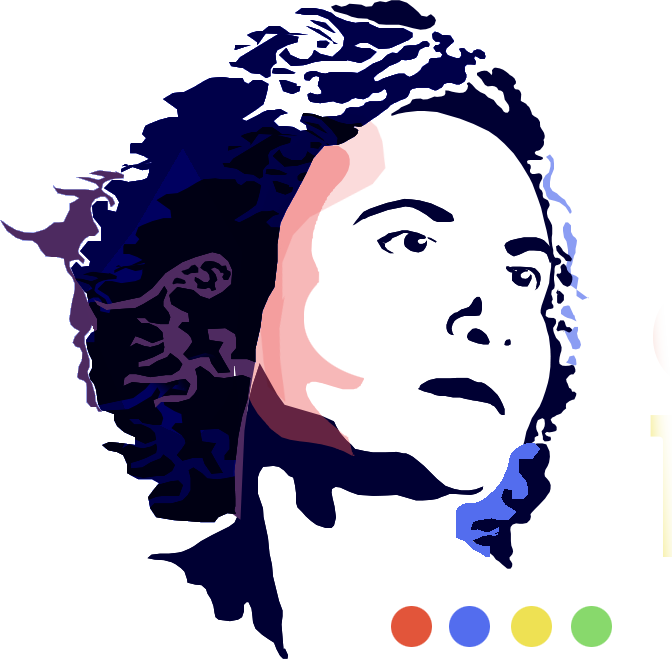
Logo do Instituto Edith Blin

Entre os projetos já realizados pelo Instituto, estão: em 2021/22, o projeto SublimArte, visando promover ações virtuais artísticas em diferentes etapas, aproximando a vida e a obra da pintora Edith Blin à realidade de pessoas do mundo inteiro, que resistiram ao isolamento, ao luto e às perdas, envolvidos na Pandemia; em 2021/22, uma série de workshops, visando a divulgação do fazer artístico, seja no campo das Artes Plásticas como na Literatura; em 2022, a publicação do e-book "Edith Blin, a pintora da Resistência"; em 2023, a criação da página de Edith Blin no Instagram. 
O IEB também atuou como parceira de projetos realizados por terceiros como: em 2022/23, o projeto "60 Piscadelas", uma exposição itinerante de microcontos escritos por autores do grupo Para ler num piscar de olhos; em 2023, a publicação e lançamento do livro "Marly Pinel - Histórias e Crônicas de uma Diva Popstar".
O Instituto Edith Blin está presente nas redes sociais Youtube, Instagram e Facebook.

## Visibilidade na Internet
No decorrer das últimas décadas, a evolução tecnológica permitiu o acesso a uma quantidade cada vez maior de informações via sites, blogs e redes sociais. São citadas aqui somente os principais: verbetes sobre Edith Blin nos sites Guia das Artes, Arremate Arte, Catálogo das Artes, Galeria Dom Quixote e Itaú Cultural; no blog do site ArtenaRede, os posts "De como o pintor andarilho fez nascer a pintora da alma", "Os 129 retratos", “Edith Blin e a Resistência Francesa”, "As flores de Edith", "As maçãs de Cézanne e as uvas de Edith", “Os pierrôs de Edith Blin”, “Os nus de Edith Blin”,“As bailarinas em pastel de Degas e Edith Blin”, "Palhaço, pelúcia e bonecas... não precisa ser Natal", "As três orquídeas de Edith e de Cecília", “Praia de Ipanema há mais de 60 anos, segundo Edith Blin", "Paris!", “Carnaval e quase cinzas… de Edith Blin” e “Os modelos de Edith Blin".
Com relação a redes sociais, são encontrados textos e vídeos sobre Edith Blin no Facebook, Instagram e Youtube, a saber: No Youtube, a página do Instituto Edith Blin, com os seguintes vídeos: “Apresentação visual do Instituto Edith Blin”, “ArtenaRede: Série Flores – Edith Blin”, “Uma janela para a vida e obra de Edith Blin”, “Edith Blin em 92 segundos”, “Webinar: Edith Blin, divisor de águas nas telas da vida” e “Coragem no coração e paz na alma”. Também no Youtube, quatro vídeos da série “Por Dentro da História”, produzidos pela Luau TV de Nova Friburgo/RJ, em 2020. No Facebook, a página do Instituto Edith Blin e no Instagram, duas páginas: a do Instituto Edith Blin e a página da própria artista Edith Blin, em francês, com textos de sua neta Catherine sobre várias obras pintadas por Edith.